# Стрелковый союз России
Стрелко́вый сою́з Росси́и — общероссийская спортивная общественная организация, объединяющая все олимпийские виды стрельбы из гладкоствольного и нарезного оружия, а также некоторые неолимпийские стрелковые дисциплины, и представляющая их на мировой спортивной арене.

## История
Союз является преемником Федерации пулевой и стендовой стрельбы СССР, его реорганизация произошла в 1991 году. В настоящее время он объединяет членов из 54 субъектов Федерации.
Стрелковый союз является членом Международной федерации стрелкового спорта (ISSF), Европейской конфедерации стрелкового спорта (ESC), и Международной федерации стрельбы из спортивно-охотничьего оружия (FITASC). В своей деятельности он руководствуется Уставом союза, Олимпийской хартией и Уставом международной федерации стрелкового спорта (ISSF). Основной целью Стрелкового союза России является развитие стрелкового спорта, его широкая пропаганда и популяризация.
Сегодня президентом союза является Владимир Сергеевич Лисин, председатель совета директоров и владелец контрольного пакета акций Новолипецкого металлургического комбината.
Штаб-квартира союза находится в Москве.
Сборная команда России по пулевой стрельбе стала чемпионом мира (2002) и обладателем Кубка мира (2002).

## Структура союза
Стрелковый союз России состоит из президента, вице-президентов, Конференции, Исполнительного комитета и Контрольно-ревизионной комиссии.
Высшим руководящим органом Стрелкового союза является Конференция, которая избирает состав Исполнительного комитета и Контрольно-ревизионной комиссии, а также президента союза, являющегося одновременно и руководителем Исполнительного комитета.
Исполнительный комитет является постоянно действующим руководящий органом, который осуществляет руководство союзом в период между Конференциями, а также избирает виде-президентов.

### Региональные отделения
В состав Стрелкового союза России входят 54 региональных отделения.
| №   | Регион                            | Название                                                                                        | Руководитель                     |
| --- | --------------------------------- | ----------------------------------------------------------------------------------------------- | -------------------------------- |
| 1.  | Алтайский край                    | Федерация стрелкового спорта Алтайского края                                                    | Озёрская Анастасия Андреевна     |
| 2.  | Республика Адыгея                 | ОО «Стрелковый союз Республики Адыгея»                                                          | Темзоков Рустем Сагидович        |
| 3.  | Архангельская область             | РО Общероссийской СОО «Федерация пулевой стрельбы и стендовой стрельбы «Стрелковый Союз России» | Худяков Вадим Валерьевич         |
| 4.  | Амурская область                  | Амурская федерация пулевой и стендовой стрельбы                                                 | Берёзин Роман Михайлович         |
| 5.  | Астраханская область              | РСОО «Федерация пулевой стрельбы и стендовой стрельбы Астраханской области»                     | Маркелов Константин Алексеевич   |
| 4.  | Белгородская область              | ОО «Стрелковый союз Белогорья»                                                                  | Савченко Евгений Степанович      |
| 5.  | Республика Бурятия                | ОО «Стрелковый Союз Бурятии»                                                                    | Бусовиков Владимир Петрович      |
| 6.  | Владимирская область              | Региональное отделение ССР во Владимирской области                                              | Ковалёв Кирилл Юрьевич           |
| 7.  | Волгоградская область             | Волгоградская ОО Спортивный клуб «Спортинг-Волгоград»                                           | Осипов Андрей Анатольевич        |
| 8.  | Вологодская область               | ОО «Федерация пулевой стрельбы Вологодской области»                                             | Моргунов Алексей Викторович      |
| 9.  | Воронежская область               | Региональное отделение ОСОО ССР Воронежской области                                             | Кубланов Михаил Моисеевич        |
| 10. | Ивановская область                | Региональное отделение ОСОО ССР Ивановской области                                              | Можжухин Валерий Викторович      |
| 11. | Иркутская область                 | ОО «Федерация пулевой стрельбы Иркутской области»                                               | Хлебников Владимир Борисович     |
| 12. | Калужская область                 | Региональное отделение ОСОО ССР в Калужской области                                             | Штерцер Михаил Александрович     |
| 13. | Кемеровская область               | Федерация стрелкового спорта Кемеровской области                                                | Давыдов Денис Анатольевич        |
| 14. | Костромская область               | ОО «Костромская федерация пулевой стрельбы»                                                     | Морозов Игорь Александрович      |
| 15. | Краснодарский край                | Региональное отделение ОСОО ССР в Краснодарском крае                                            | Зернов Александр Викторович      |
| 16. | Красноярский край                 | Региональное отделение ОСОО ССР в Красноярском крае                                             | Колосов Владимир Михайлович      |
| 17. | Курская область                   | Региональное отделение ОСОО ССР в Курской области                                               | Воробьёва Ирина Александровна    |
| 18. | Ленинградская область             | Региональное отделение ОСОО ССР в Ленинградской области                                         | Рыженков Николай Александрович   |
| 19. | Липецкая область                  | ОО «Региональное отделение Липецкой области»                                                    | Гуляев Роман Валерьевич          |
| 20. | Республика Марий Эл               | Региональное отделение ОСОО ССР в Республике Марий Эл                                           | Коренков Семён Александрович     |
| 21. | Москва                            | РССО "Федерация пулевой и стендовой стрельбы города Москвы"                                     | Кокин Александр Анатольевич      |
| 22. | Московская область                | Московская областная Федерация стрелковых видов спорта                                          | Баранов Александр Николаевич     |
| 23. | Мурманская область                | Спортивный стрелково-охотничий клуб «Кречет»                                                    | Пантелеев Виктор Иванович        |
| 24. | Нижегородская область             | НРОО «Нижегородский клуб стендовой стрельбы»                                                    | Горшин Александр Николаевич      |
| 25. | Новосибирская область             | ОО «Новосибирская областная федерация стрелкового спорта»                                       | Черкасова Валентина Владимировна |
| 26. | Омская область                    | ОО «Омская областная федерация стрелкового спорта»                                              | Шамрай Сергей Вадимович          |
| 27. | Оренбургская область              | Региональное отделение ОСОО ССР в Оренбургской области                                          | Чолоян Салим Бахшоевич           |
| 28. | Орловская область                 | Региональное отделение ОСОО ССР в Орловской области                                             | Суханов Павел Николаевич         |
| 29. | Пензенская область                | Региональное отделение ОСОО ССР в Пензенской области                                            | Трудов Александр Фёдорович       |
| 30. | Пермский край                     | Региональное отделение ОСОО ССР в Пермской области                                              | Кокорышкина Наталья Викторовна   |
| 31. | Приморский край                   | ОО «Снежный барс»                                                                               | Блинков Илья Геннадьевич         |
| 32. | Псковская область                 | ОО «Общественная федерация пулевой стрельбы»                                                    | Парамонов Петр Анатольевич       |
| 33. | Республика Башкортостан           | ОО «Стрелковый союз России в Республике Башкортостан»                                           | Новцев Виталий Маркович          |
| 34. | Республика Татарстан              | Региональное отделение ОСОО ССР в Республике Татарстан                                          | Дёмин Сергей Константинович      |
| 35. | Ростовская область                | Стрелковый союз «Северный Кавказ»                                                               | Пильщиков Юрий Павлович          |
| 36. | Рязанская область                 | Региональное отделение ОСОО ССР в Рязанской области                                             | Резников Леонид Семёнович        |
| 37. | Самарская область                 | ОО «Федерация пулевой стрельбы Самарской губернии»                                              | Ерохин Владимир Владимирович     |
| 38. | Санкт-Петербург                   | Региональное отделение ССР в г.Санкт-Петербург                                                  | Асрабаев Анатолий Хамидуллаевич  |
| 39. | Саратовская область               | Саратовская РООСОС «Клуб «Медведь»                                                              | Аблов Вячеслав Васильевич        |
| 40. | Свердловская область              | ОО «Стрелковый спорт Уральского региона»                                                        | Антропова Марина Анатольевна     |
| 41. | Смоленская область                | ССК «Снайпер» РОСТО (ДОСААФ)                                                                    | Петров Сергей Васильевич         |
| 42. | Томская область                   | ОО «ТРОО «Федерация пулевой стрельбы»                                                           | Цыбина Надежда Юрьевна           |
| 43. | Тульская область                  | Региональное отделение ОСОО ССР Тульской области                                                | Крахмалюк Ольга Николаевна       |
| 44. | Удмуртская республика             | ОО «Федерация стрелкового спорта Удмуртской республики»                                         | Лукин Владимир Валерьянович      |
| 45. | Хабаровский край                  | ОО «Хабаровское краевое отделение Стрелкового Союза России»                                     | Селезнёв Геннадий Григорьевич    |
| 46. | Ханты-Мансийский автономный округ | ОО «Спортивная Федерация Стрельбы ХМАО-Югра»                                                    | Непомнящих Игорь Валентинович    |
| 47. | Челябинская область               | НП «Фонд развития стрелкового спорта»                                                           | Быстрай Алексей Петрович         |
| 48. | Ямало-Ненецкий автономный округ   | НП «Союз Стрелкового Спорта ЯНАО»                                                               | Лебедевич Валерий Владимирович   |
| 49. | Ярославская область               | ОО «Ярославский областной стрелково-охотничий клуб»                                             | Лебедев Андрей Григорьевич       |
| 50. | Республика Саха (Якутия)          | ССОО «Федерация пулевой стрельбы Республики Саха(Якутия)»                                       | Гурьев Иван Маркович             |
| 51. | Республика Хакасия                | Региональное отделение ОСОО ССР в Республике Хакасия                                            | Тыгдымаев Леонид Дмитриевич      |
| 52. | Курганская область                | Региональное отделение ОСОО ССР в Курганской области                                            | Кремлев Андрей Иванович          |
| 53. | Кабардино-Балкарская республика   | ОО «Стрелковый союз Кабардино-Балкарской республики»                                            | Жилоков Энрико Мухамединович     |
| 54. | Ставропольский край               | Региональное отделение ОСОО ССР в Ставропольском крае                                           | Ковалевский Сергей Валентинович  |

## Стрельбища

### Липецк
В 2001 году в Липецке в районе Силикатных озёр был открыт стендово-стрелковый комплекс (площадь — 4,3 га). В 2004 году его расширили до 43 га; с этой целью были огорожены колючей проволокой два Силикатных озера.

### Санкт-Петербург
В сентябре 2007 года Стрелковому союзу России передали стрельбище в петербургском парке «Сосновка», которое было построено в 1948 году и с тех пор принадлежало военно-охотничьему обществу. Здесь, на площади 84,7 тыс. м², создан спортивно-стрелковый комплекс «Олимпиец».